# Benedikt Kristjánsson

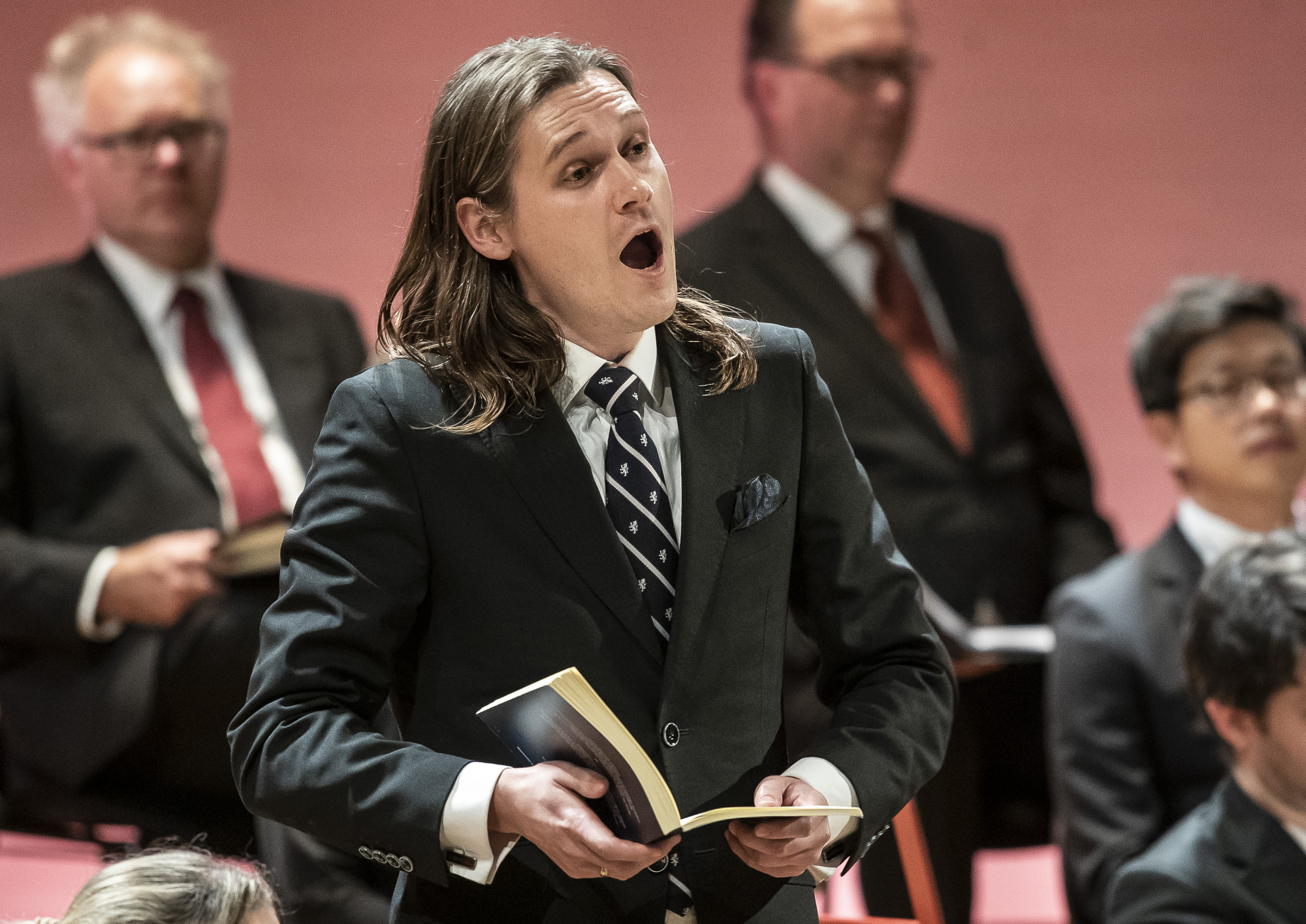
Benedikt Kristjánsson (2018)

Benedikt Kristjánsson (* 1987 in Húsavík/Island) ist ein isländischer Opern- und Konzertsänger (Tenor), der in Deutschland lebt und insbesondere Werke der Barockmusik interpretiert.

## Leben und Wirken
Kristjánssons Eltern studierten in Deutschland: der Vater Theologie, die Mutter Gesang und Chorleitung. Der Vater wurde später Bischof. Kristjánsson wurde zunächst von seiner Mutter an der Akademie für Gesang und Vokalkunst in Reykjavík sowie an der Musikschule Reykjavík (Tónlistarskólinn Reykjavík) ausgebildet und arbeitete mit dem Hamrahlid-Chor (Hamrahlíðarkórinn) unter der Leitung von Thorgerdur Ingólfsdóttir (Þorgerður Ingólfsdóttir) zusammen. Er setzte seine Studien an der Hochschule für Musik Hanns Eisler Berlin fort und belegte Meisterkurse bei Peter Schreier, Christa Ludwig, Robert Holl, Andreas Schmidt und dem Pianisten Helmut Deutsch. 2011 gewann er den ersten Preis beim internationalen Gesangs-Wettbewerb in Greifswald und 2012 den Publikumspreis beim Internationalen Bach-Wettbewerb in Leipzig.
Er arbeitete mit Dirigenten zusammen wie zum Beispiel Jos van Veldhoven, Andreas Spering, Christoph Spering, Václav Luks, Reinhard Goebel und Hans-Christoph Rademann  und trat bei internationalen Festivals auf wie beim Musikfest Stuttgart, den Thüringer Bachwochen, den Händel-Festspielen Halle, der Bachwoche Ansbach und dem Festival Alte Musik (Festival Oude Muziek) in Utrecht.
An der Staatsoper Berlin übernahm er die Hauptrollen in der Kinderoper Das tapfere Schneiderlein von Wolfgang Mitterer (2012) sowie in Tagebuch eines Verschollenen von Leoš Janáček (2014). 2015 sang er die Hauptrolle in der Stadtteil-Oper Sehnsucht nach Isfahan (2015) nach Musik von Georg Friedrich Händel mit der Deutschen Kammerphilharmonie Bremen. Im Rudolfinum Prag trat er 2018 in Bachs Weihnachtsoratorium mit dem Nederlands Kamerkoor unter der musikalischen Leitung von Peter Dijkstra  auf. International bekannt wurde er durch die Aufführung von Bachs Johannes-Passion in der Leipziger Thomaskirche 2020 in einer modernen Fassung Johannespassion für Tenor (allein), Cembalo und Schlagwerk nach Johann Sebastian Bach, BWV 245 in der musikalischen Bearbeitung von Benedikt Kristjánsson (Tenor), Elina Albach (Cembalo und Orgel) und Philipp Lamprecht (Schlagwerk) nach einer Idee von Steven Walter / Podium Esslingen.
Kristjánsson ist mit einer Isländerin verheiratet und wohnt mit seiner Familie in Berlin.

## Diskografie
- Drang in die Ferne. Schubert-Lieder und Volkslieder aus Island. Mit Tillmann Höfs, Horn; Alexander Schmalcz, Klavier (Genuin; 2019)

- Johann Sebastian Bach: Kantaten BWV 19, BWV 149, BWV 158 und BMV 169. Mit Lenneke Ruiten, Anke Vondung, Peter Harvey, Gächinger Kantorei, Dirigent: Hans-Christoph Rademann (Accentus; 2019)
- Georg Friedrich Händel: Utrechter Te Deum & Jubilate. Mit Christina Landshamer, Anja Scherg, Reginald Mobley,  Andreas Wolf, Gächinger Kantorei, Dirigent: Hans-Christoph Rademann (Carus; 2019)
- Jean Philippe Rameau: Les Boréades. Mit Deborah Cachet, Caroline Weynants, Mathias Vidal, Benoit Arnould, Collegium 1704, Dirigent: Václav Luks (Chateau de Versailles Spectacles; 2019)
- J. S. Bach: Matthäus-Passion BWV 244. Mit Isabel Schicketanz, Marie Henriette Reinhold, Patrick Grahl, Peter Harvey, Gächinger Kantorei, Dirigent: Hans-Christoph Rademann (Accentus; 2021)
- J. S. Bach: Kantaten BWV 21 & 147. Mit Nuria Rial, Wiebke Lehmkuhl, Matthias Winckhler, Gächinger Kantorei, Dirigent: Hans-Christoph Rademann (Carus; 2021)
- Georg Friedrich Händel: Messiah (1742, Dubliner Version). Mit Dorothee Mields, Benno Schachtner, Tobias Berndt, Gächinger Kantorei, Dirigent: Hans-Christoph Rademann (Accentus; 2020)
- J. S. Bach: Judas. Arien und Rezitative. Mit Sergey Malov, Violine; Ensemble Continuum (Coviello; 2023)